# Гірник (Ровеньківський район)
Гірни́к — селище в Україні, у Ровеньківській міській громаді Ровеньківського району Луганської області. Населення становить 907 осіб (за станом на 2001 рік). Орган місцевого самоврядування — Михайлівська селищна рада.

## Населення

### Мова
Розподіл населення за рідною мовою за даними перепису 2001 року:
| Мова       | Кількість | Відсоток |
| ---------- | --------- | -------- |
| російська  | 706       | 77.84%   |
| українська | 198       | 21.83%   |
| румунська  | 2         | 0.22%    |
| гагаузька  | 1         | 0.11%    |
| Усього     | 907       | 100%     |